# Filmografia de Chris Evans

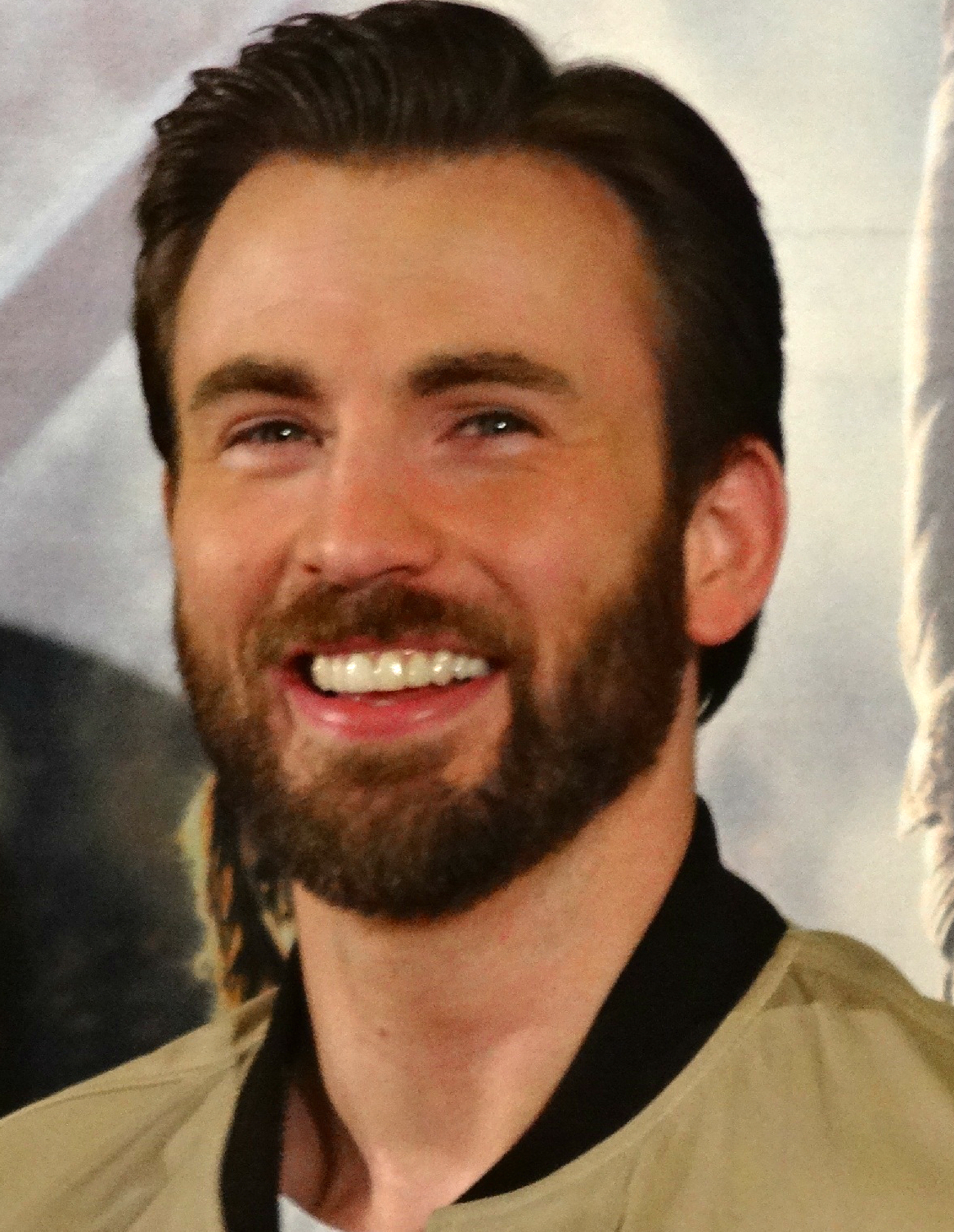
Evans em uma conferência de imprensa em 2014

Chris Evans é um ator americano que estreou no cinema em Biodiversity: Wild About Life!, um filme educacional de 1997 coproduzido pela National Fish and Wildlife Foundation. Já no início dos anos 2000 ele apareceu em pequenos papéis televisivos. Evans descreveu sua filmografia do início e meados dos anos 2000 como "realmente terrível". Ele apareceu no drama de comédia televisiva Opposite Sex (2000), nas comédias de cinema Not Another Teen Movie (2001) e The Perfect Score (2004), e no thriller de ação Cellular (2004).
Em 2005, Evans teve atuação de destaque como Johnny Storm (Tocha Humana) no filme de super-herói Quarteto Fantástico (2005), seu papel mais bem pago na época, e reprisou o personagem na sequência de 2007 do filme Quarteto Fantástico e o Surfista Prateado. Quarteto Fantástico foi o primeiro de muitos filmes adaptados de histórias em quadrinhos no currículo de Evans, incluindo TMNT (2007), Os Perdedores (2010), Scott Pilgrim contra o Mundo (2010) e Snowpiercer (2013). Seu papel mais produtivo em filmes de quadrinhos seria como Steve Rogers (Capitão América) na série de filmes Universo Cinematográfico Marvel (MCU), com aparências e participações creditadas como personagem em onze filmes e um videogame.
Apesar dos filmes de quadrinhos formarem a maior parte da filmografia de Evans do final dos anos 2000 até o fim dos anos 2010, ele atuou simultaneamente em vários projetos que não eram de quadrinhos, entre eles o thriller psicológico Sunshine (2007), as comédias românticas The Nanny Diaries (2007), What's Your Number? (2011), Playing It Cool (2015), os dramas Puncture (2011), Gifted (2017), entre outros trabalhos. O ator fez sua estreia como diretor em 2014 com o drama romântico Before We Go, o qual ele também produziu e atuou. Evans fez sua estreia no Teatro da Broadway na peça Lobby Hero, pela qual ele foi indicado ao Drama League Award. Ele recebeu elogios da crítica por interpretar um membro rebelde de uma família notável em Knives Out (2019).

## Cinema

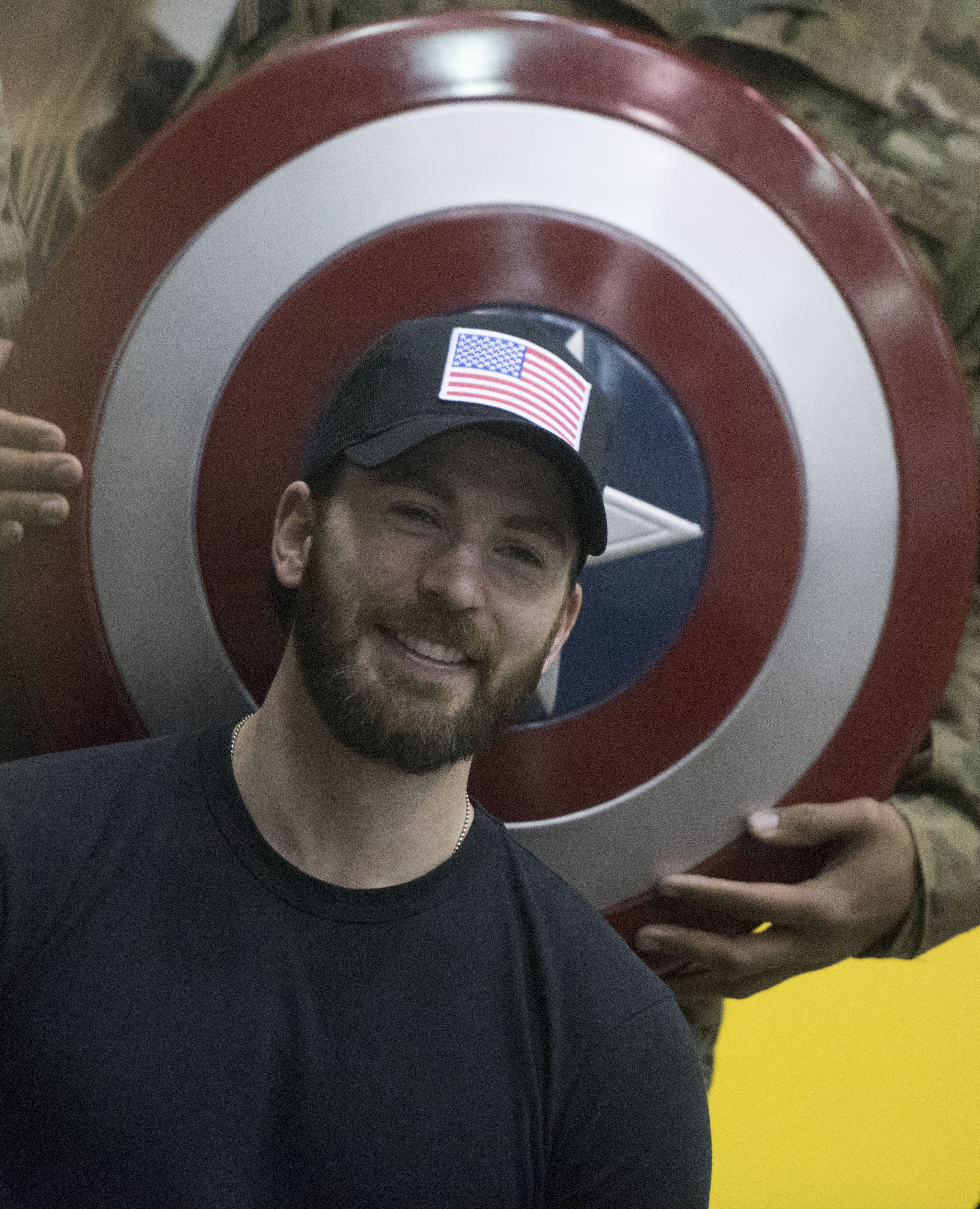
Evans em 2016

| Ano  | Título                                    | Papel                           | Nota(s)                   | Ref.          |
| ---- | ----------------------------------------- | ------------------------------- | ------------------------- | ------------- |
| 1997 | Biodiversity: Wild About Life!            | Rick                            | Filme educacional         | [ 1 ] [ 7 ]   |
| 2000 | The Newcomers                             | Judd                            |                           | [ 8 ]         |
| 2001 | Not Another Teen Movie                    | Jake Wyler                      |                           | [ 9 ]         |
| 2003 | Paper Boy                                 | —                               | Curta-metragem            | [ 10 ] [ 11 ] |
| 2004 | The Perfect Score                         | Kyle                            |                           | [ 12 ]        |
| 2004 | The Orphan King                           | Seth                            | Não lançado               | [ 2 ] [ 13 ]  |
| 2004 | Cellular                                  | Ryan                            |                           | [ 14 ]        |
| 2005 | Fierce People                             | Bryce                           |                           | [ 15 ]        |
| 2005 | London                                    | Syd                             |                           | [ 16 ]        |
| 2005 | Quarteto Fantástico                       | Johnny Storm / Tocha Humana     |                           | [ 3 ] [ 17 ]  |
| 2007 | Quarteto Fantástico e o Surfista Prateado | Johnny Storm / Tocha Humana     |                           | [ 18 ]        |
| 2007 | TMNT                                      | Casey Jones                     |                           | [ 19 ]        |
| 2007 | Sunshine                                  | James Mace                      |                           | [ 20 ]        |
| 2007 | The Nanny Diaries                         | “O bonitão de Harvard” / Hayden |                           | [ 21 ]        |
| 2007 | Battle for Terra                          | Stewart Stanton                 |                           | [ 22 ]        |
| 2008 | Os Reis da Rua                            | Detetive Paul Diskant           |                           | [ 23 ]        |
| 2008 | The Loss of a Teardrop Diamond            | Jimmy Dobyne                    |                           | [ 24 ]        |
| 2009 | Push                                      | Nick Gant                       |                           | [ 25 ]        |
| 2010 | Os Perdedores                             | Jake Jensen                     |                           | [ 26 ]        |
| 2010 | Scott Pilgrim contra o Mundo              | Lucas Lee                       |                           | [ 27 ]        |
| 2011 | Puncture                                  | Mike Weiss                      |                           | [ 28 ]        |
| 2011 | What's Your Number?                       | Colin Shea                      |                           | [ 29 ]        |
| 2011 | Captain America: The First Avenger        | Steve Rogers / Capitão América  |                           | [ 30 ]        |
| 2012 | The Avengers                              | Steve Rogers / Capitão América  |                           | [ 30 ]        |
| 2012 | The Iceman                                | Robert Pronge (“Mr. Freezy”)    |                           | [ 31 ]        |
| 2013 | Snowpiercer                               | Curtis Everett                  |                           | [ 32 ]        |
| 2013 | Thor: The Dark World                      | Steve Rogers / Capitão América  | Aparição não creditada    | [ 33 ]        |
| 2014 | Captain America: The Winter Soldier       | Steve Rogers / Capitão América  |                           | [ 34 ]        |
| 2014 | Before We Go                              | Nick Vaughan                    | Também diretor e produtor | [ 35 ]        |
| 2015 | Playing It Cool                           | Eu (Narrador)                   | Também produtor executivo | [ 36 ]        |
| 2015 | Avengers: Age of Ultron                   | Steve Rogers / Capitão América  |                           | [ 37 ]        |
| 2015 | Homem-Formiga                             | Steve Rogers / Capitão América  | Aparição não creditada    | [ 38 ]        |
| 2016 | Capitão América: Guerra Civil             | Steve Rogers / Capitão América  |                           | [ 39 ]        |
| 2017 | Gifted                                    | Frank Adler                     |                           | [ 40 ]        |
| 2017 | Spider-Man: Homecoming                    | Steve Rogers / Capitão América  | Aparição                  | [ 41 ]        |
| 2018 | Avengers: Infinity War                    | Steve Rogers / Capitão América  |                           | [ 42 ]        |
| 2019 | Captain Marvel                            | Steve Rogers / Capitão América  | Aparição não creditada    | [ 43 ]        |
| 2019 | Avengers: Endgame                         | Steve Rogers / Capitão América  |                           | [ 42 ]        |
| 2019 | Superpower Dogs                           | Narrador                        | Documentário              | [ 44 ]        |
| 2019 | The Red Sea Diving Resort                 | Ari Levinson                    |                           | [ 45 ]        |
| 2019 | Knives Out                                | Ransom Drysdale                 |                           | [ 6 ] [ 46 ]  |
| 2021 | Free Guy                                  | Ele Mesmo                       | Aparição                  | [ 47 ]        |
| 2021 | Don't Look Up                             | Devin Peters                    | Aparição não creditada    | [ 48 ]        |
| 2022 | Lightyear                                 | Buzz Lightyear                  | Voz                       | [ 49 ]        |
| 2022 | The Gray Man                              | Lloyd Hansen                    |                           |               |
| 2024 | Deadpool & Wolverine                      | Johnny Storm / Tocha Humana     |                           | [ 50 ]        |

## Televisão

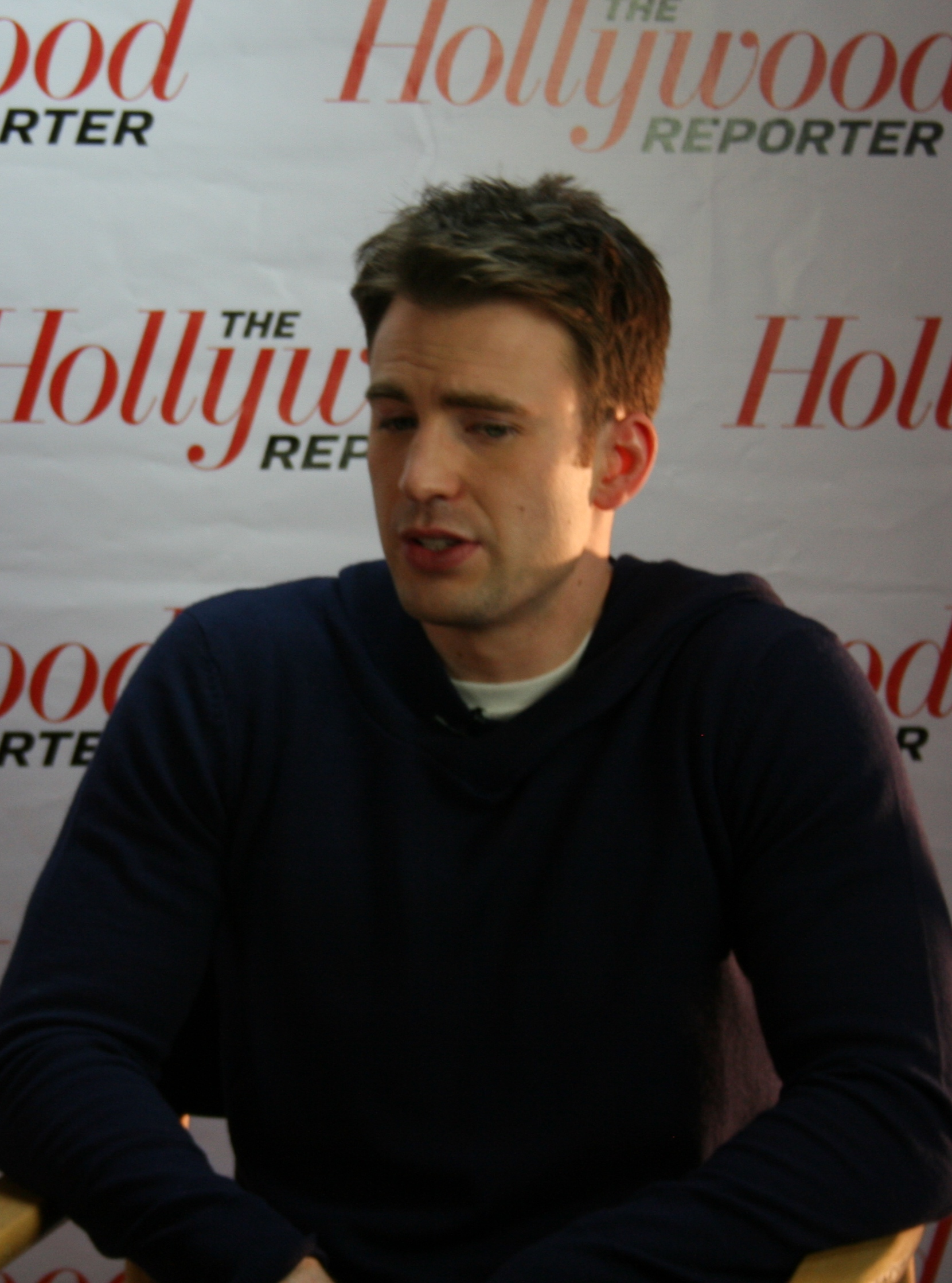
Evans em 2011

| Ano  | Título                                        | Papel                          | Nota(s)                                | Ref.          |
| ---- | --------------------------------------------- | ------------------------------ | -------------------------------------- | ------------- |
| 2000 | Opposite Sex                                  | Cary                           | 8 episódios                            | [ 51 ]        |
| 2000 | The Fugitive                                  | Zack Lardner                   | Episódio: “Guilt”                      | [ 52 ]        |
| 2000 | Just Married                                  | Josh                           | Não transmitido                        | [ 53 ]        |
| 2001 | Boston Public                                 | Neil Mavromates                | Episódio: “Chapter Nine”               | [ 54 ]        |
| 2002 | Eastwick                                      | Adam                           | Piloto não transmitido                 | [ 55 ]        |
| 2003 | Skin                                          | Brian                          | Episódio: “Pilot”                      | [ 56 ]        |
| 2008 | Robot Chicken                                 | Várias vozes                   | Episódio: “Monstourage”                | [ 57 ]        |
| 2015 | America's Game: The 2014 New England Patriots | Narrador                       | Documentário                           | [ 58 ]        |
| 2015 | Marvel's Agent Carter                         | Steve Rogers / Capitão América | 1 Episódio                             |               |
| 2017 | America's Game: 2016 Patriots                 | Narrador                       | Documentário                           | [ 59 ]        |
| 2018 | Chain of Command                              | Narrador                       | Série documental                       | [ 60 ]        |
| 2020 | Defending Jacob                               | Andy Barber                    | 8 episódios; também produtor executivo | [ 61 ] [ 62 ] |
| 2023 | Mafia da Dor                                  | Pete Brenner                   | Filme Netflix                          |               |

## Jogos eletrônicos

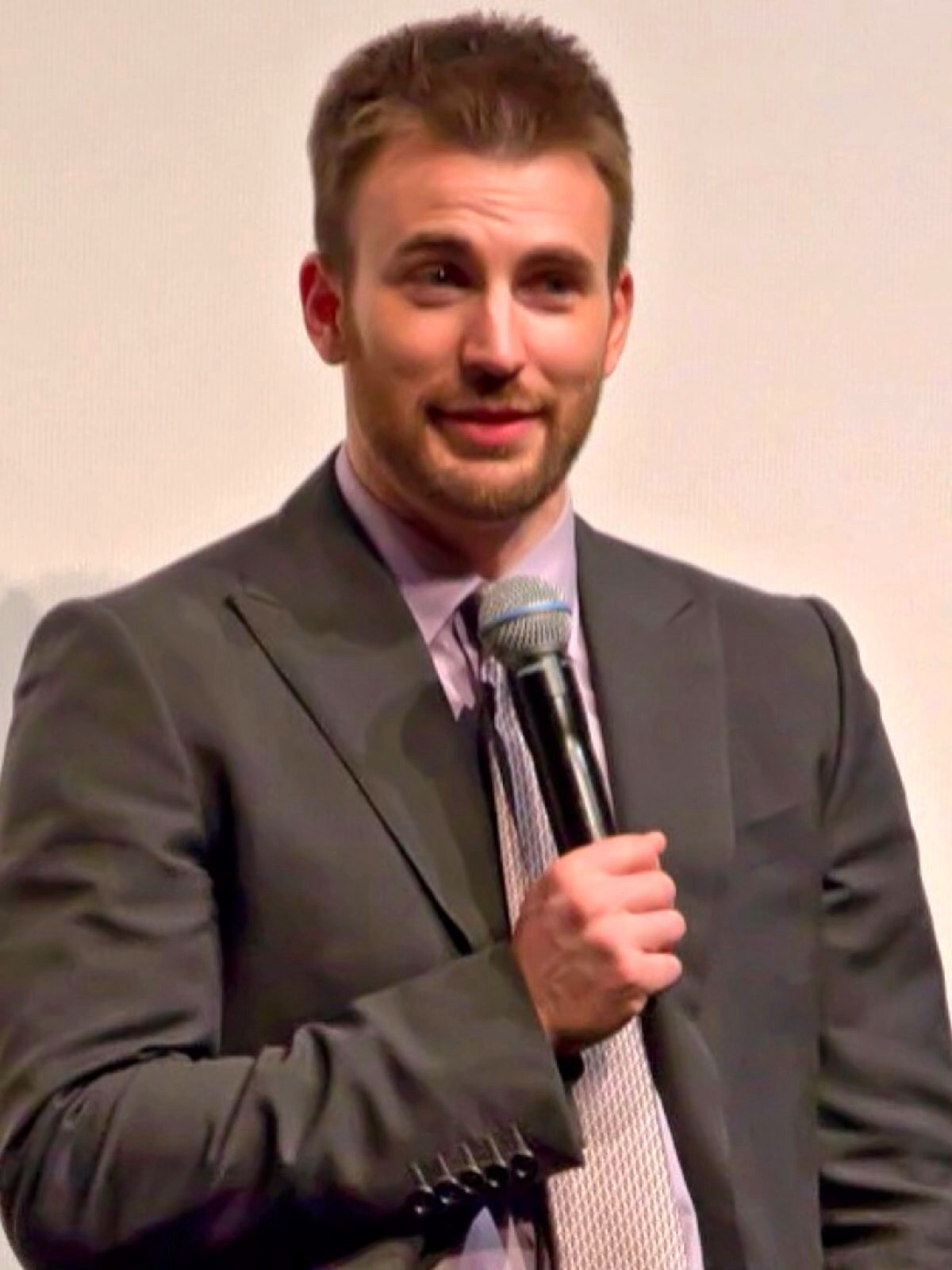
Evans em 2012

| Ano  | Título                         | Papel                          | Desenvolvedor    | Ref.   |
| ---- | ------------------------------ | ------------------------------ | ---------------- | ------ |
| 2005 | Fantastic Four                 | Johnny Storm / Tocha Humana    | 7 Studios        | [ 63 ] |
| 2011 | Captain America: Super Soldier | Steve Rogers / Capitão América | Next Level Games | [ 64 ] |
| 2012 | Discovered                     | Ele mesmo                      | Microsoft, Intel | [ 65 ] |

## Vídeos musicais
| Ano  | Canção       | Artista        | Papel      | Álbum                                                               | Ref.   |
| ---- | ------------ | -------------- | ---------- | ------------------------------------------------------------------- | ------ |
| 2001 | Tainted Love | Marilyn Manson | Jake Wyler | Not Another Teen Movie: Trilha Sonora e The Golden Age of Grotesque | [ 66 ] |

## Internet
| Ano  | Título            | Papel     | Ref.   |
| ---- | ----------------- | --------- | ------ |
| 2009 | 28 Drinks Later   | Ele mesmo | [ 67 ] |
| 2012 | The Carlton Dance | Ele mesmo | [ 68 ] |